# HD 142415
HD 142415 är en ensam stjärna belägen i den södra delen av stjärnbilden Vinkelhaken mindre än en grad väster om NGC 6025. Den har en skenbar magnitud av ca 7,33 och kräver åtminstone en stark handkikare eller ett mindre teleskop för att kunna observeras. Baserat på parallax enligt Gaia Data Release 2 på ca 28,1 mas, beräknas den befinna sig på ett avstånd på ca 116 ljusår (ca 36 parsek) från solen. Den rör sig närmare solen med en heliocentrisk radialhastighet på ca -12 km/s. Stjärnan ingår möjligen i den öppna stjärnhopen NGC 1901.

## Egenskaper
HD 142415 är en gul till vit stjärna i huvudserien av spektralklass G1 V. Det har identifierats som en soltvilling av Datson et al. (2012), vilket betyder att dess fysiska egenskaper är mycket lika solens. Den har en massa och radie som är nära lika solens  och har ca 1,2 gånger solens utstrålning av energi från dess fotosfär vid en effektiv temperatur av ca 5 900 K.

## Planetsystem
Stjärnan har en exoplanet, kallad HD 142415 b. Den upptäcktes med metoden för mätning av radiell hastighet och tillkännagavs 2004. Omloppsperioden är drygt ett år, vilket gjorde det svårare att fastställa omloppsbanans excentricitet på grund av underskott av data för en del av omloppsbanan i kombination med osäkerhet. Författarna valde att bestämma excentriciteten till 0,5, även om annat värde i intervallet 0,2 - 0,8 skulle vara lika rimligt.
| Planet | Massa    | Halv storaxel (AE) | Siderisk omloppstid (d) | Excentricitet | Inklination | Radie |
| ------ | -------- | ------------------ | ----------------------- | ------------- | ----------- | ----- |
| b      | ≥1,62 MJ | 1,05               | 386,3 ± 1,6             | 0,5 (fast)    | -           | -     |